# Едуард Ламберт
Едуард Ламберт (д/н — 5/6 квітня 1896) — вождь клану кайхауан (з народу орлам-нама) в 1894—1896 роках.

## Життєпис
Онук Амрааля, першого відомого вождя клану кайхауан. Разом з братом Андреасом протистояв німецьким колонізаторам. Після загибелі того 1894 року очолив клан. Вимушений був укласти з німецьким губернатором Теодором Лейтвайном угоду про визнання протекторату Німеччини. При цьому клан втратив частину своїх земель.
В березні 1896 року біля Гобабісу приєднався до загону Нікодемуса Кавікунуа, вождя гереро. Вже десь наприкінці травня загинув у бою з німцями. З ним припинилося існування клану, оскільки частину відправлено дуло до концтабору, а решту розкидано по Німецькій Південно-Західній Африці.